# Lie Kylborn
Lie Kylborn (1 de mayo de 1980) es una deportista sueca que compitió en taekwondo. Ganó una medalla de bronce en el Campeonato Europeo de Taekwondo de 2006, en la categoría de –63 kg.

## Palmarés internacional
| Campeonato Europeo | Campeonato Europeo | Campeonato Europeo | Campeonato Europeo |
| Año                | Lugar              | Medalla            | Categoría          |
| ------------------ | ------------------ | ------------------ | ------------------ |
| 2006               | Bonn (Alemania)    | Medalla de bronce  | –63 kg             |